# Neal Stephenson
Pour les articles homonymes, voir Stephenson.
Œuvres principales
- Le Samouraï virtuel
- L'Âge de diamant
- Cryptonomicon
- Anatèm

Neal Town Stephenson, né le 31 octobre 1959 à Fort Meade dans le Maryland, est un auteur de science-fiction américain, plusieurs fois lauréat du prix Locus.
Son œuvre associe sciences, technologies de l'information et histoire, encadrées par des récits relevant de la science-fiction ou de l'uchronie. Son travail est à ce titre souvent comparé à celui de Thomas Pynchon.

## Éléments biographiques
Né à Fort Meade, Maryland (haut-lieu du renseignement avec les bureaux de la NSA et le musée national de cryptologie (National Cryptologic Museum), Neal Stephenson est le fils d'un professeur de génie électrique et le petit-fils d'un professeur de physique. Sa mère, fille d'un professeur de biochimie, fait également de la recherche dans ce domaine.
La famille s'installe successivement à Champaign-Urbana, Illinois, en 1960 et à Ames, Iowa, en 1966, où il fait ses études secondaires jusqu'en 1977. C'est là qu'il fait ses premiers pas dans le domaine de la programmation, comme il le décrit dans son essai In the Beginning was the Command Line. Il entre ensuite à l'université de Boston, où il étudie d'abord la physique, puis la géographie lorsqu'il découvre que cette matière lui donne plus facilement accès à l'ordinateur central de l'université. Il obtient en 1981 un B.A. de géographie avec un certificat de physique.
Stephenson réside actuellement à Seattle avec sa femme et ses deux enfants. Il a également travaillé à mi-temps comme conseiller pour la société Blue Origin.
Neal Stephenson a fondé en 2010 la Subutai Corporation dont Jeff Bezos était également partenaire. La première production de cette société a été un ensemble narratif initialement publié au format numérique sous la forme d'applications pour les plates-formes iOs et Android. En 2012, Subutai a également réuni 500 000 dollars via Kickstarter pour le projet Clang, un jeu vidéo qui avait pour but de permettre le duel à l'épée virtuel dans des conditions les plus réalistes possibles. Ce projet faisait écho au roman de Neal Stephenson Le Samouraï virtuel, dont le personnage principal Hiro Protagoniste, hacker ayant participé à la conception du Métavers, se présente comme le meilleur duelliste à l'épée du monde. En septembre 2014, la production s'arrêta par manque de moyens et le jeu n'est finalement jamais sorti.
Le 16 décembre 2014, la société Magic Leap a publié un communiqué de presse indiquant l'embauche de Neal Stephenson en tant que « Chief Futurist » (littéralement « Futuriste en chef »).

## Œuvre littéraire
Bien que Neal Stephenson ait auparavant écrit des romans comme Panique à l'université !  ou bien Zodiac, c'est le roman Le Samouraï virtuel qui l'a rendu célèbre dans les années 1990. Ce roman, à l'origine du terme postcyberpunk, aborde des sujets variés, comme le métavers, les mèmes, les virus informatiques et la mythologie sumérienne. Il a ensuite écrit L'Âge de diamant, se situant dans un univers néo-victorien et steampunk où les nanotechnologies ont pris une place très importante dans la société.
Depuis L'Âge de diamant, qui annonce dès ses premières pages la fin définitive du mouvement cyberpunk, l'œuvre de Stephenson n'a cessé de s'éloigner de la science-fiction traditionnelle.
Dans Cryptonomicon, inspiré par l'œuvre de Georges Perec[réf. nécessaire], Stephenson met en place une uchronie racontant en parallèle l'histoire de la cryptanalyse durant la Seconde Guerre mondiale et celle d'informaticiens voulant mettre en place un paradis de données.
De 2003 à 2004, il publie The Baroque Cycle : une fresque monumentale de plus de 3 000 pages qui retrace l'histoire secrète de la science au XVIIe siècle. Au travers de ce cycle, c'est le temps lui-même qui devient le théâtre d'une science-fiction à rebours, un espace chronologique et paradoxal, qui mêle aussi bien le fantastique, le roman dumasien que les théories de Fernand Braudel sur le « temps long »[réf. nécessaire].
Neal Stephenson a aussi coécrit deux romans sous le pseudonyme de Stephen Bury avec J. Frederick George.

## Œuvres

### SérieThe Baroque Cycle
1. (en) Quicksilver, 2003
2. (en) The Confusion, 2004
3. (en) The System of the World, 2004

### SérieForeworld
1. (en) The Mongoliad, book 1, 2012Écrit avec Greg Bear, Mark Teppo, E. D. deBirmingham, Erik Bear, Joseph Brassey et Cooper Moo.
2. (en) The Mongoliad, book 2, 2012Écrit avec Greg Bear, Mark Teppo, E. D. deBirmingham, Erik Bear, Joseph Brassey et Cooper Moo.
3. (en) The Mongoliad, book 3, 2013Écrit avec Greg Bear, Mark Teppo, E. D. deBirmingham, Erik Bear, Joseph Brassey et Cooper Moo.

### SérieRichard Forthrast
1. Les Deux Mondes, Sonatine, 2014 ((en) Reamde, 2011)Publié en français en deux tomes, Le Réseau et La Frontière
2. (en) Fall or, Dodge in Hell, 2019

### SérieBomb Light
1. (en) Polostan, 2024

### Romans indépendants
- Panique à l'université !, Denoël coll. Lunes d'encre, 2004 ((en) The big U, 1984), trad. Jean-Pierre Pugi
- Zodiac, Denoël coll. Lunes d'encre, 2002 ((en) Zodiac: An Eco-Thriller, 1988), trad. Jean-Pierre Pugi
- Le Samouraï virtuel, Robert Laffont coll. Ailleurs et Demain, 1996 ((en) Snow Crash, 1991), trad. Guy AbadiaRéédité en français en 2009 par les éditions Bragelonne sous son titre original.
- (en) Interface, 1994Sous le nom de Stephen Bury, Écrit avec J. Frederick George.
- L'Âge de diamant, Payot & Rivages, 1996 ((en) The Diamond Age, 1995), trad. Jean Bonnefoy
- (en) The Cobweb, 1996Sous le nom de Stephen Bury, Écrit avec J. Frederick George.
- Cryptonomicon, Payot & Rivages, 2000 ((en) Cryptonomicon, 1999), trad. Jean BonnefoyPublié en français en trois tomes : Le Code Énigma, Le Réseau Kinakuta et Golgotha.
- Anatèm, Albin Michel, coll. « Imaginaire », 2018 ((en) Anathem, 2008), trad. Jacques CollinPublié en français en deux tomes puis réédité en un seul volume intitulé Anatèm - L'Intégrale en 2024
- (en) Seveneves, William Morrow, 2015
- (en) The Rise and Fall of D.O.D.O., 2017Écrit avec Nicole Galland (en).
- Choc terminal, Albin Michel, coll. « Imaginaire », 2023 ((en) Termination Shock, 2021)Publié en français en deux tomes

### Nouvelles
- Spew (1994)
- The Great Simoleon Caper (1995)
- Jipi and the paranoid chip (1997)

### Essais et articles
- (en) Smiley's people The New Republic, 13 septembre 1993
- (en) In the Kingdom of Mao Bell (1994)
- (en) Global Neighborhood Watch (1995)
- (en) Mother Earth Mother Board (1996)
- (en) In the Beginning... was the Command Line (1999)
- (en) Communication Prosthetics: Threat, or Menace? (2001)
- (en) Turn On, Tune In, Veg Out The New York Times, 17 juin 2005
- (en) It's All Geek To Me The New York Times, 18 mars 2007

## Récompenses obtenues
- 1996 : prix Locus du meilleur roman de science-fiction pour L'Âge de diamant
- 1996 : prix Hugo du meilleur roman pour L'Âge de diamant
- 1996 : prix SF Chronicle du meilleur roman pour L'Âge de diamant
- 1996 : prix John-Wood-Campbell Memorial pour L'Âge de diamant
- 1997 : grand prix de l'Imaginaire du meilleur roman étranger pour Le Samouraï virtuel
- 2000 : prix Locus du meilleur roman de science-fiction pour Cryptonomicon
- 2001 : prix Ignotus du meilleur roman étranger pour Le Samouraï virtuel
- 2004 : prix Arthur-C.-Clarke du meilleur roman pour Quicksilver
- 2005 : prix Locus du meilleur roman de science-fiction pour The Confusion et The System of the World
- 2005 : prix Prometheus du meilleur roman pour The System of the World
- 2009 : prix Locus du meilleur roman de science-fiction pour Anatèm